# Мечеть Курганча

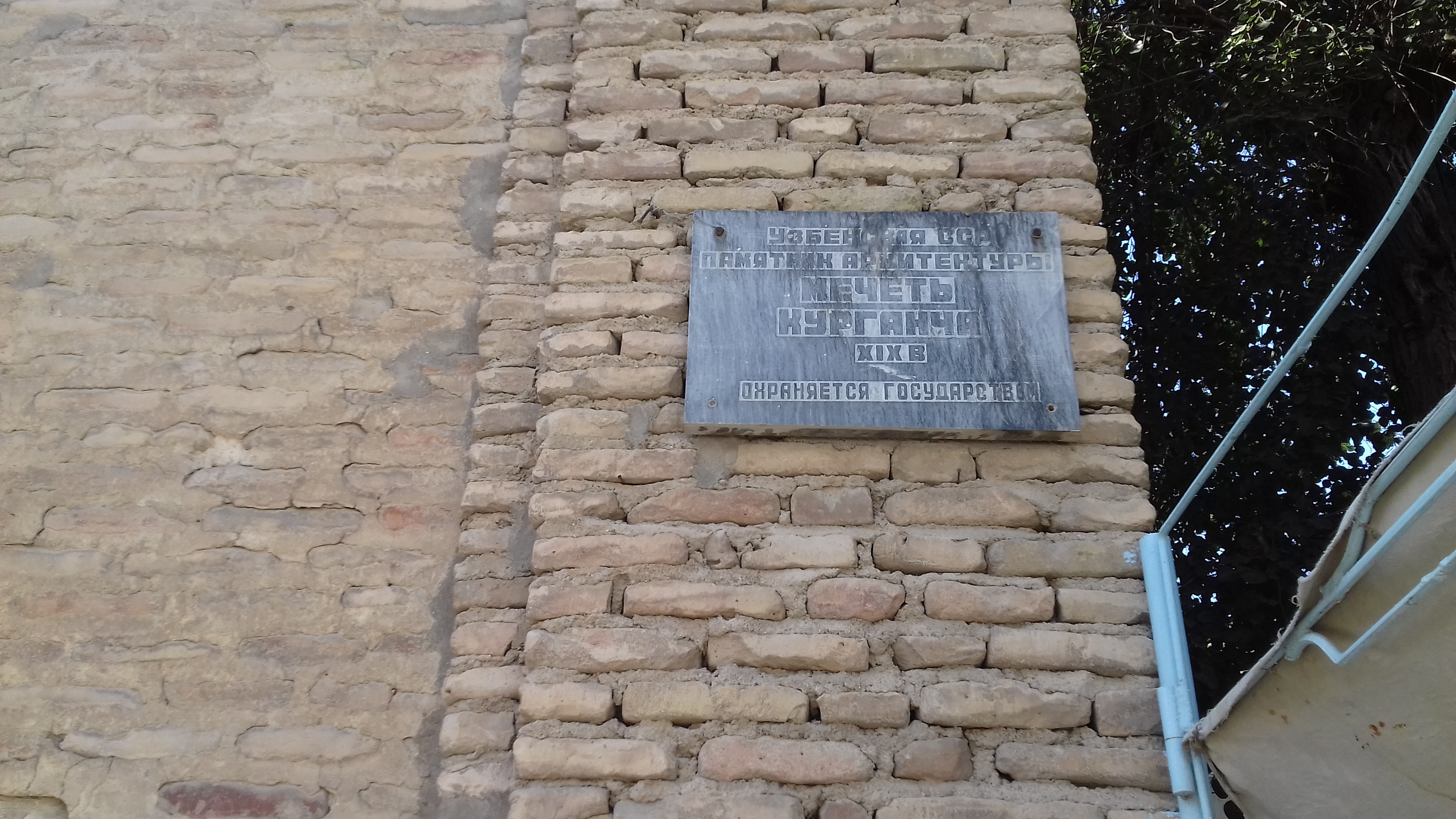
Інформаційна табличка на стіні мечеті

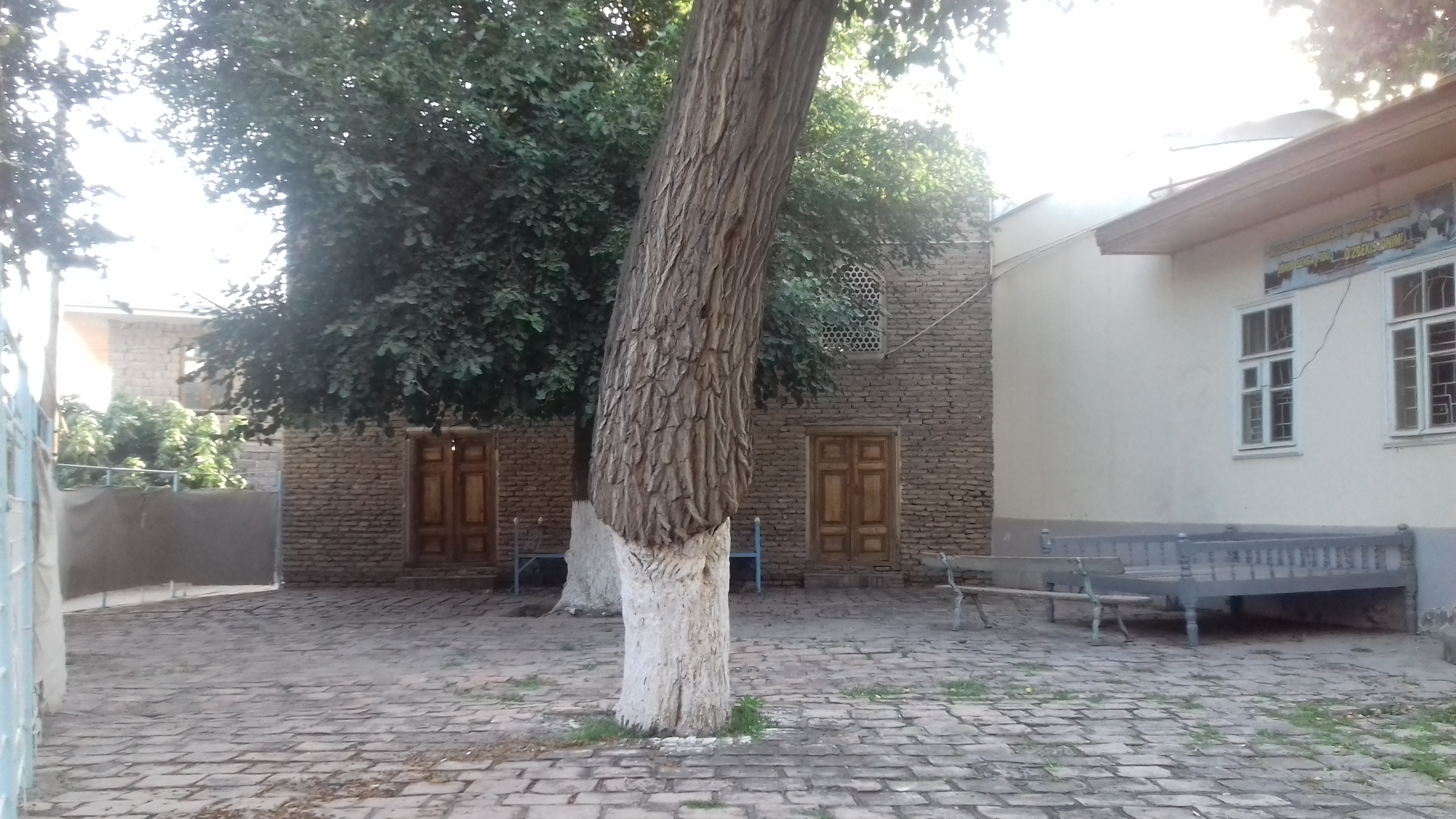
Вид на мечеть з дворика

Мечеть Курганча (узб. Qoʻrgʻoncha masjidi / Қўрғонча масжиди; тадж. Масҷиди Қӯрғонча) — невелика махалінська (квартальна) мечеть у старій частині Самарканда, на території однієї з махалей у центрі міста. Знаходиться на вулиці Умарова, за 400 метрів на південний захід від площі та ансамблю Регістан, і за 450 метрів на північний схід від мавзолею Гур-Емір, за кілька метрів на південь від літературно-меморіального будинку-музею Садріддіна Айні.
Побудована в XIX столітті, і нині не використовується за призначенням, є мечеттю, що не діє. Має невеликий дворик, де зростають старі тутовники. Разом з рештою архітектурних, археологічних, релігійних і культурних пам'яток Самарканда входить до списку Всесвітньої спадщини ЮНЕСКО під назвою «Самарканд — перехрестя культур». Сусідить із махаллінською чайханою, а також із приватними житловими будинками. З заднього боку мечеть є сусідами з готелем.